# Огњен Петровић
Огњен „Оља” Петровић (Крушевац, 2. јануар 1948 — Београд, 21. септембар 2000) био је југословенски фудбалски голман и репрезентативац.
Почео је да игра у омладинским селекцијама крушевачких клубова Напредак и „14. октобар“, а 1965. постао је голман београдске Црвене звезде у којој се развио у репрезентативног чувара мреже.
Кад је Црвена звезда освојила Првенство Југославије у фудбалу 1969/70. стао је једном на гол првог тима, али је стандардни првотимац постао тек у сезони 1972/73 кад су црвено-бели поново освојили шампионску титулу. Са великим успехом чувао је мрежу Црвене звезде и био репрезентативац до 1976, одигравши за црвено-беле укупно 259 утакмица, од чега 115 првенствених. Од 1976. до 1978. био је члан француског прволигаша Бастија из Бастије (Корзика), у коме је због повреде завршио каријеру.
Уз 10 утакмица за омладинску репрезентацију (1968-1969) и једну за младу (1972), одиграо је и 15 утакмица за најбољу селекцију Југославије. Дебитовао је 13. маја 1973. против Пољске која је одиграна у Варшави која је завршила нерешено 2:2. Каријеру у репрезентацији је завршио у Загребу 19. јуна 1976. против репрезентације Холандије (2:3) у оквиру финалног дела Европског првенства 1976. које се одржало у Југославији.